# J・B・プリツカー
J・B・プリツカー(J. B. Pritzker)ことジェイ・ロバート・プリツカー（Jay Robert Pritzker、1965年1月19日 - ）は、アメリカ合衆国の実業家・慈善家・政治家である。第43代イリノイ州知事を務める。
世界的なホテルチェーン・ハイアットを保有するプリツカー家の一員であり、イリノイ州シカゴを拠点とするプリツカー・グループを共同で設立した。個人で保有する資産の総額は36億ドルと推定されている。
2018年のイリノイ州知事選挙に民主党から立候補し、現職の共和党のブルース・ローナーを破って2019年1月14日にイリノイ州知事に就任した。

## 若年期と教育
プリツカーは1965年1月19日にカリフォルニア州サンマテオ郡アサートンで生まれ、そこで育った。生家はユダヤ系の実業家の家系であるプリツカー家であり、父はハイアットホテルアンドリゾーツの共同創業者で社長のドナルド・プリツカー、母はスー・サンデルである。3人兄弟の末っ子であり、姉に商務長官のペニー・プリツカー、兄にアンソニー・プリツカー（トニー）がいる。プリツカーの名前は、父の兄のジェイとロバート（ボブ）から名付けられた。祖父は弁護士で実業家のエイブラム・ニコラス・プリツカーである。
マサチューセッツ州のミルトン・アカデミーを卒業し、デューク大学で政治学の学士号(BA)、ノースウェスタン大学で法務博士号(JD)を取得した。大学卒業後は弁護士となり、イリノイ州弁護士会とシカゴ弁護士会に所属した。

## ビジネスのキャリア
プリツカーは、兄のアンソニーと共に、ミドルマーケット企業への投資を主とするプライベート・エクイティのプリツカー・グループを創設した。このグループは、パレットレンタルの大手のPECOパレットや、医療機器メーカーのクリニカル・イノベーションズなど、成長中の企業を保有している。
プリツカーは、シカゴ市長のラーム・エマニュエルが設立したイノベーションと技術に関する評議会であるChicagoNEXTの議長を務めた。また、シカゴのITベンチャーのための非営利のインキュベーターである「1871」を設立した。この名前は、シカゴ大火が起こった年に因んで名付けられた。プリツカーは、イリノイ州ベンチャーキャピタル協会やシカゴ地域圏起業家センターの設立において重要な役割をした。また、シカゴベンチャーズを共同で設立し、テックスターズ・シカゴとビルト・イン・シカゴの立ち上げに際して資金を提供した。
2008年、経済発展と雇用創出の功績により、シカゴ都市圈商工会議所から優秀起業家賞を授与された。

## 政界での初期のキャリア
プリツカーは、テリー・サンフォード上院議員、アラン・J・ディクソン上院議員、トム・ラントス下院議員の政策秘書を務めた。
1998年、イリノイ州第9選挙区から下院議員に立候補した。テレビ広告に50万ドルを投じるなどしたが、民主党の予備選挙での得票率は20.48%で、5人の候補の中で3位だった。
2008年の大統領選挙の予備選挙において、プリツカーはヒラリー・クリントン陣営の全米共同会長を務め、同年の民主党全国大会で代表を務めた。2008年の総選挙ではバラク・オバマ大統領を支援し、イリノイ州のクリントン支持者とオバマ支持者をまとめ上げた。2016年の民主党全国大会でも代表を務めた。

### ロッド・ブラゴジェビッチ州知事との密談
2017年、『シカゴ・トリビューン』紙は、2008年に当時のイリノイ州知事ロッド・ブラゴジェビッチがプリツカーに対し、州知事選挙への資金提供の見返りに州の要職を任命すると述べた内容のFBIによる盗聴テープを公開した。当時のプリツカーは「政治的野心のある実業家」とみなされていた。盗聴テープの中で、ブラゴジェビッチはプリツカーに対し州の財務長官の地位を提示し、プリツカーはそれを承諾していた。
この報道がされたのはプリツカーがイリノイ州知事選挙を戦っている最中のことであり、再選を目指す共和党所属のブルース・ローナー知事や、民主党内の予備選挙における対立候補は、プリツカーのこの疑惑を追及した。プリツカーは、「私はいかなる不正行為でも告発されたことはない。私は何ら悪いことはしていない」と述べた。実際、法執行機関はプリツカーに対する不正行為の告発はしていない。プリツカーは、「何十年もの間、私は公共サービスに従事してきており、州の財務長官として公共サービスを続ける機会があったので、それについて話をしただけだ」と述べた。
また、盗聴テープの中では、当時イリノイ州選出の上院議員だったバラク・オバマの後任の上院議員についても話し合われていた。プリツカーは、当時のイリノイ州州務長官のジェシー・ホワイトは、オバマと同じアフリカ系アメリカ人であり、最も不快感が少ない候補者だと述べていた。
プリツカーは後に、盗聴テープに関して行った発言について謝罪した。

## イリノイ州知事

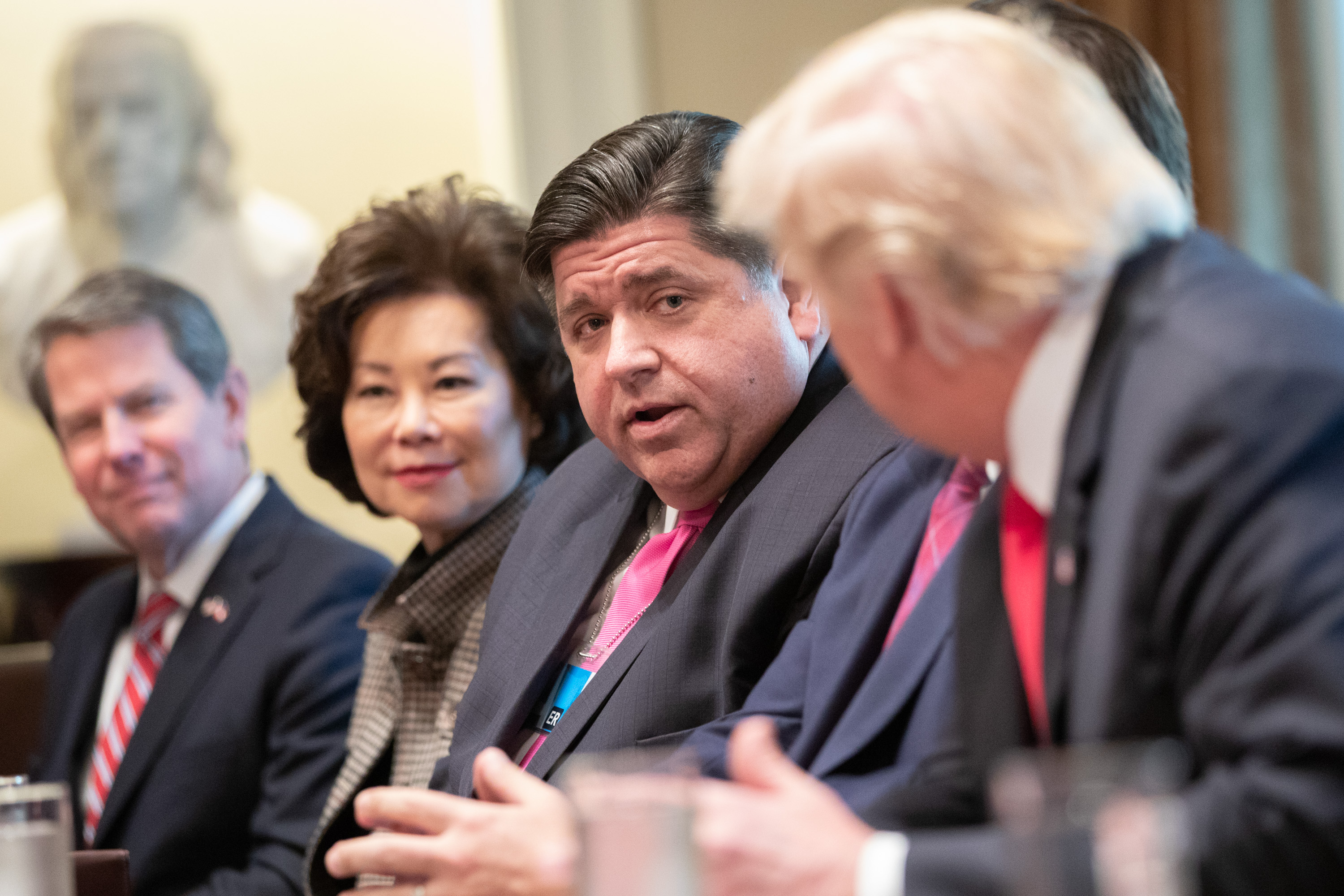
プリツカーとドナルド・トランプ大統領（2018年）

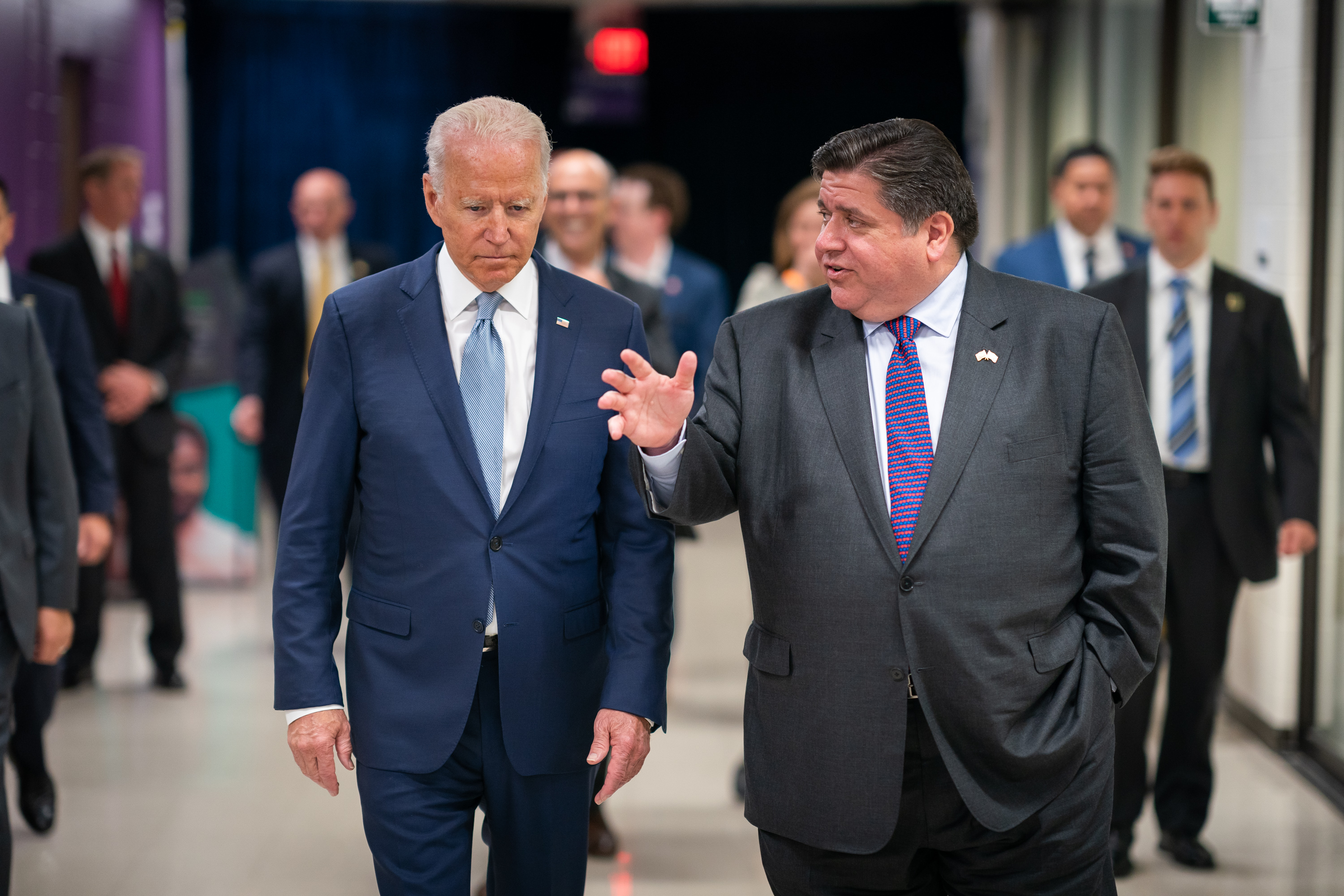
プリツカーとジョー・バイデン大統領（2021年）

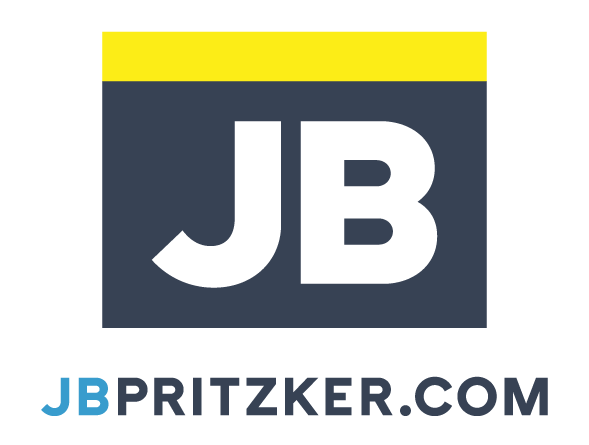
プリツカーの選挙戦のロゴ

2017年4月6日、プリツカーはイリノイ州知事選挙に民主党から立候補した。イリノイ州州務長官ジェシー・ホワイト、イリノイ州選出下院議員ルイス・グティエレス、元イリノイ州選出下院議員グレン・ポシャード、約10名のイリノイ州議会議員、21の地方労働組合、AFL-CIOイリノイ州支部がプリツカーへの支持を表明した。
2017年8月10日、プリツカーは州下院議員のジュリアナ・ストラットンを副知事候補にすると発表した。
プリツカーは、2017年12月まで寄付を受け付けず、選挙費用4200万ドルを自ら支払った。2018年3月20日の民主党予備選挙で、他の候補から20%以上の大差をつけて勝利した。11月の本選挙で、54%の得票で現職の共和党のブルース・ローナーを破った。ローナーは39.2%を獲得し次点だった。プリツカーは2019年1月14日に、第43代イリノイ州知事に就任した。
プリツカーは、知事選挙に合計で1億7150万ドルを投じ、そのほとんどを自分の財産から捻出した。
2022年11月8日の州知事選挙では共和党候補のダレン・ベイリー州上院議員を破り再選された。

## 政治姿勢

### 人工妊娠中絶
プリツカーはプロチョイス（人工妊娠中絶擁護派）である。プロチョイス推進団体のプランド・ペアレントフッドは、2018年の知事選挙においてプリツカーを支持した。
プリツカーは2019年1月22日、イリノイ州職員とイリノイ州健康保険の加入者に対して、人工妊娠中絶も含めた生殖権の拡大に関する行政命令に署名した。

### 環境問題
プリツカーは2019年1月23日、全米の温室効果ガス排出量の26%以上の削減を目指す米国気候同盟に2025年までにイリノイ州も加盟すると表明した。

### 移民
プリツカーはシリア難民の受け入れを支持し、当時のドナルド・トランプ大統領とローナー州知事に対して「彼らから目を背けている」と非難した。また、移民や難民に対するサービスのための資金の強化、不法移民に対する医療サービスの提供、暴力的犯罪の被害者に対して発行されるUビザの認証手続きの改善、若年移民に対する国外強制退去の延期措置(DACA)によって国外退去の猶予を受けた不法滞在の学生に対する経済支援についても支持している。プリツカーは、州への移民を推進する「イリノイ信頼法」に署名すると述べた。

### LGBT
プリツカーは、長年に渡ってLGBTの権利を擁護しており、シカゴ・プライド・パレードに積極的に参加している。2018年の知事選挙の公約として、LGBTに対するヘイトクライムへの対処、LGBTの医療へのアクセスの拡大、反LGBT法への反対を掲げた。

### 薬物
プリツカーは、医療大麻の使用の拡大と嗜好用大麻の合法化を支持している。2019年6月にイリノイ州大麻規制・課税法に署名し、2020年より嗜好用大麻の所持と規制下での販売が実質的に合法化された。

### 労働問題
2018年の知事選挙の公約として、イリノイ州の最低賃金の時給15ドルへの引き上げを掲げた。

### ネットワーク中立性
プリツカーはネットワーク中立性を支持している。2018年の知事選挙の際、ウェブサイトで「私は知事として、全てのインターネットトラフィックが平等に扱われるようにし、皆がビジネスや教育のためにインターネットを使い続けられるようにし、表現の自由を享受できるようにする」と表明した。

## 慈善活動
プリツカーは、貧困下にある子供たちに焦点を当てた研究や事業に資金を拠出するプリツカー・ファミリー財団の会長を務めている。同財団は、ノーベル経済学賞受賞者のジェームズ・ヘックマンが指揮を執る、シカゴ大学の就学前教育に関するコンソーシアム（プリツカー・コンソーシアム）の設立を支援した。また、同財団は、ビル&メリンダ・ゲイツ財団、バフェット児童基金、アーヴィング・ハリス財団、ジョージ・カイザー・ファミリー財団とともに、誕生から5歳までの子供に質の高いケアと教育を提供するための組織であるファースト・ファイブ・イヤーズ基金の設立を共同で支援した。2013年、プリツカーはゴールドマン・サックスと共に、初の幼児教育のためのソーシャルインパクトボンドに資金を提供した。
プリツカーは、イリノイ州ホロコースト博物館・教育センターの設立に尽力し、2009年の開館後はその理事長を務めている。その功績により、2013年にサバイバーズ・レガシー賞を受賞した。また、プリツカーは、ポルポト時代の大量虐殺の加害者に対する国際刑事裁判に関する情報を提供するWebサイト"Cambodia Tribunal Monitor"の大口出資者である。プリツカーは、2006年までイリノイ州人権委員会の委員長を務めた。
2007年、プリツカー夫妻はサウスダコタ大学に500万ドルの寄付を行い、妻の両親の名前を冠したセオドア・R&カレン・K・ミュンスター大学センターを建設した。2011年、母校ミルトン・アカデミーにプリツカーが中心となって寄付を行い、プリツカー科学センターが建設された。2015年、母校のノースウェスタン大学法学部に1億ドルの寄付を行い、同学部は「ノースウェスタン大学プリツカー法学部」(Northwestern Pritzker School of Law)に改称した。プリツカーは、ノースウェスタン大学の評議員と投資委員会の委員を務めている。
イリノイ州の政府監視団体であるベター・ガバメント・アソシエーションは、プリツカーが寄付をした資金はオフショアのタックス・ヘイヴンから出されたものであり、プリツカーは本来政府に税金として支払うべきお金で慈善活動を行い、その結果として称賛を受けているとして非難した。

## 私生活
1993年、プリツカーは、サウスダコタ州出身のメアリー・キャサリン・ミュンスター(Mary Kathryn Muenster)と結婚した。メアリーとは、サウスダコタ州選出の上院議員トム・ダシュルの秘書を務めていた時に知り合った。メアリーの父セオドア・ミュンスターは、1990年にサウスダコタ州から上院議員に立候補したが落選した。メアリーとの間に子供が2人いる。一家はシカゴのゴールド・コーストに住んでいる。
『シカゴ・サンタイムズ』紙の報道によれば、プリツカーは、自宅の隣の邸宅を数百万ドルで購入したが、意図的にトイレを壊して、この家は「住居不能」であるとして固定資産税の査定額の引き下げを求めた。郡の査定官は、査定額を625万ドルから110万ドルに引き下げ、固定資産税が83%（年23万ドル）減額されたという。連邦警察はこの件について搜査している。